# ویکتور آدامسون
ویکتور آدامسون (انگلیسی: Victor Adamson; ۴ ژانویهٔ ۱۸۹۰ – ۹ نوامبر ۱۹۷۲) فیلم‌نامه‌نویس، کارگردان فیلم، تهیه‌کننده فیلم، هنرپیشه اهل ایالات متحده آمریکا بود.